# Peter Pan (film fra 1953)
| Portal | Portal:Disney |

 For alternative betydninger, se Peter Pan (flertydig). (Se også artikler, som begynder med Peter Pan)
Peter Pan er en amerikansk animationsfilm produceret af Walt Disney Pictures og er den 14. i rækken af Disneys klassikere. Filmen er baseret på J.M. Barries skuespil og senere roman Peter Pan og Wendy. Peter Pan var den sidste film der blev produceret af RKO Pictures, før Walt Disney grundlagde sit eget distributionsfirma Buena Vista Distribution senere i 1953. Peter Pan var også den sidste film hvor Disneys Ni Gamle Mænd arbejdede sammen som instruktører.

## Danske stemmer
| Karakter      | Dubbing år 1953                           | Dubbing år 1998                                                                     |
| ------------- | ----------------------------------------- | ----------------------------------------------------------------------------------- |
| Peter Pan     | Buster Larsen                             | Jesper Dupont                                                                       |
| Wendy         | Ilselil Larsen                            | Julie Lund                                                                          |
| John          | Ebbe Langberg                             | Jens Sætter-Lassen                                                                  |
| Michael       | Morten Christensen                        | Julian Thiesgaard Kellerman                                                         |
| Hr Darling    | Sigurd Langberg                           | Waage Sandø                                                                         |
| Fru Darling   | Astrid Villaume                           | Pia Jondal                                                                          |
| Kaptajn Klo   | Ove Sprogøe                               | Søren Spanning                                                                      |
| Smisk         | Elith Foss                                | Per Pallesen                                                                        |
| Store Høvding | Peter Kitter                              | Per Spangsberg                                                                      |
| Tiger Lilly   | Kirsten Rolffes                           | N/A                                                                                 |
| Dreng         | Axel Strøbye Ole Wisborg Preben Uglebjerg | Daniel Kellermann Mathias Klenske Mikkel Christiansen Kasper Hviid Jasper Spanning  |
| Sørøver       | Axel Strøbye Ole Wisborg Preben Uglebjerg | Peter Røschke Donald Andersen Lasse Lunderskov Thomas Mørk Peter Aude Peter Zhelder |
| Havfrue       | N/A                                       | Cecilie Stenspil Christine Buchart Marie Caroline Schjeldal                         |
| Fortæller     | Karl Bjarnhof                             | Thomas Mørk                                                                         |

## Sange
| Sange                                            | Dubbing år 1953  | Dubbing år 1998                                                                                |
| ------------------------------------------------ | ---------------- | ---------------------------------------------------------------------------------------------- |
| Den Lille Stjerne                                | Kor              | Tritonuskoret                                                                                  |
| Flyv så med! Flyv så med! Flyv så med!           | Kor              | Tritonuskoret                                                                                  |
| Et Sørøverliv                                    | Kor              | Per Pallesen Tritonuskoret                                                                     |
| Så går vi ud i verden                            | Kor              | Mathias Klenske Daniel Kellermann Julian Thiesgaard Kellerman Mikkel Christiansen Kasper Hviid |
| Hvorfor er en rødhud rød?                        | Peter Kitter Kor | Per Spangsberg Tritonuskoret                                                                   |
| Din mor                                          | Ilselil Larsen   | Julie Lund                                                                                     |
| Slut op om Kaptajn Klo                           | Ove Sprogøe Kor  | Søren Spanning Tritonuskoret                                                                   |
| Flyv så med! Flyv så med! Flyv så med! (reprise) | Kor              | Tritonuskoret                                                                                  |